# Life of Agony
Life of Agony est un groupe de metal alternatif américain, originaire de Brooklyn à New York. Il est formé en 1989 par Keith Caputo, Alan Robert et Joey Z. Sal Abruscato, ex- batteur de Type O Negative, les rejoint peu avant l'enregistrement du premier album River Runs Red en 1993. En 1995 sort le deuxième album, Ugly. Peu après la tournée qui suit sa sortie, Sal Abruscato quitte le groupe. Il sera remplacé par Dan Richardson, ex-Pro-Pain. En 1997, sortie de Soul Searching Sun et départ de Keith Caputo, remplacé par Whitfield Crane, ex-Ugly Kid Joe qui tournera avec le groupe en tant que chanteur. En 1999, le groupe se sépare.
En 2003, le groupe se reforme dans sa composition originelle pour donner quelques concerts. En 2005, il enregistre son quatrième album, Broken Valley et repart en tournée. En juillet 2011, Keith Caputo annonce qu'il est transgenre et souhaite suivre une transition afin de vivre pleinement son identité de genre féminine sous le prénom de Mina. En 2024, il annonce redevenir homme et reprend son prénom originel, Keith.

## Biographie

### Débuts et séparation (1989–2002)
Le groupe est formé en été 1989 par le chanteur Keith Caputo, le bassiste Alan Robert, et le guitariste Joey Z. Après avoir joué avec plusieurs batteurs, ils recrutent le batteur de Type O Negative Sal Abruscato avant d'enregistrer leur premier album River Runs Red, publié en 1993, après avoir signé au label Roadrunner Records. River Runs Red est suivi par l'album Ugly en 1995, mais le batteur Abruscato quitte Life of Agony après la tournée promotionnelle de l'album. Il sera remplacé par Dan Richardson (ex-Pro-Pain et ex-Crumbsuckers).
Le chanteur Caputo quitte le groupe après la sortie de Soul Searching Sun en 1997. Il explique que la direction musicale de Life of Agony lui convenait plus. Le groupe tourne ensuite avec l'ancien chanteur d'Ugly Kid Joe Whitfield Crane, puis de retour en studio, renvoient Whitfield Crane. Ils font endosser à Alan Robert les rôles de chanteur et guitariste et recrutent l'ancien bassiste de Stuck Mojo, Corey Lowery, mais décide de ne pas continuer sous le nom de Life of Agony sans Caputo. En 1999, ils se séparent. Alan Robert forme Among Thieves avec les anciens membres de Biohazard et le reste du groupe forme Stereomud avec Erik Rogers au chant.

### Broken Valley(2003–2011)

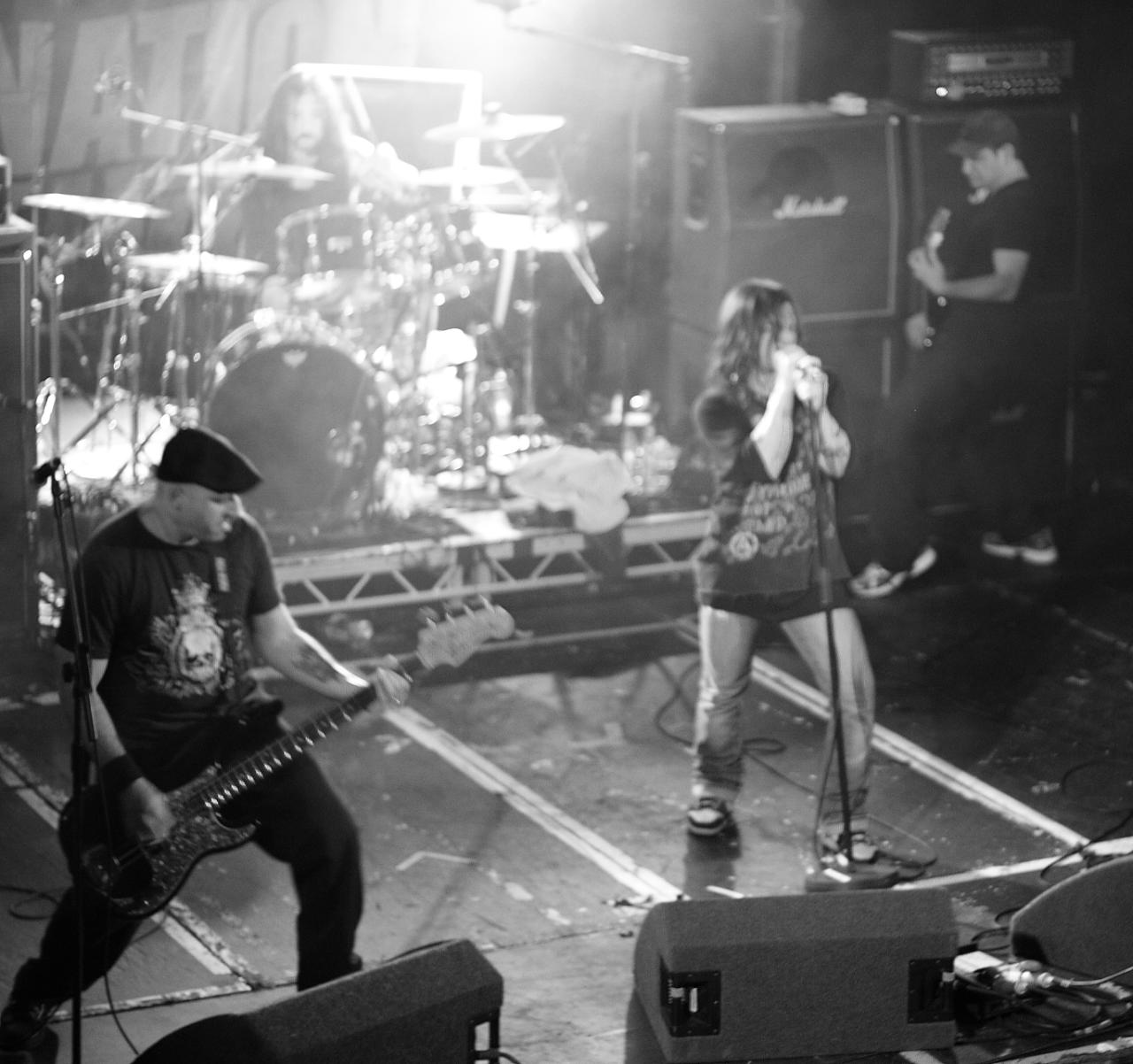
Life of Agony au Damnation Festival 2009.

Les 3 et 4 janvier 2003, la formation originale du groupe se réunit pour deux concerts à guichet fermé à New York au Irving Plaza. Les concerts sont enregistrés et publiés en CD/DVD la même année. Ils jouent à plusieurs festivals européens, et se lancent dans les enregistrements de Broken Valley, leur premier album depuis 1997 et leur premier chez Epic Records. L'album est une déception commerciale pour Epic, et le label se sépare du groupe en 2005.
Life of Agony tourne aussi avec Megadeth, Dream Theater, et plusieurs autres groupes durant le Gigantour en 2005. Trois ans après leur tournée en 2005, Life of Agony publie un CD/DVD de River Runs Red accompagné de chansons bonus et de vidéos de leurs débuts. Caputo participe à la chanson What Have You Done, du groupe Within Temptation. Au Headbanger's Ball, Life of Agony annonce un nouvel album en écriture.

### Seconde séparation (2012–2013)
En février 2012, Sal Abruscato confirme la séparation de Life of Agony. Il explique : « On ne jouera plus [ensemble]. On est tous partis du studio. On sent qu'on est tous à bout. On ne fera plus jamais d'albums, à cause de problèmes que j'ai cités [plus tôt dans l'interview] – on n'arrive pas à se mettre d'accord sur l'écriture. Et Keith [Caputo, chant] veut mener sa propre carrière [sic]. » En juillet 2012, au Revolver Magazine, Alan Robert donne aussi son avis sur l'état du groupe.

### Seconde réunion (depuis 2014)
Le 22 mars 2014, Life of Agony confirme sa réunion sur son site web, ainsi qu'un premier concert, depuis le changement de genre de Caputo, au Alcatraz Hard Rock and Metal Festival in Kortrijk, en Belgique, le 8 août,,,. Ils jouent aussi au Starland Ballroom de Sayreville, dans le New Jersey, le 13 septembre 2014. Le 12 janvier 2016, Life of Agony annonce sa signature au label Napalm Records, et un album intitulé A Place Where There's No More Pain, leur premier depuis 11 ans, cette même année

## Membres

### Membres actuels
- Alan Robert - basse, chant (1989-1999, 2002-2012, depuis 2014)
- Joey Z. - guitare, chant (1989-1999, 2002-2012, depuis 2014)
- Keith Caputo - chant solo, clavier (1989-1997), chant solo (2002-2012, depuis 2014)
- Veronica Bellino - batterie (depuis 2018)

### Anciens membres
- Eric Chan - batterie
- Mike Palmeri - batterie
- Kenny Pedersen - batterie
- Dan Richardson - batterie (1996-1999)
- Sal Abruscato - batterie (1992-1996, 2002-2012, 2014-2018)

## Discographie

### Albums studio
- 1993 : River Runs Red
- 1995 : Ugly
- 1997 : Soul Searching Sun
- 2005 : Broken Valley
- 2017 : A Place Where There's No More Pain
- 2019 : The Sound of Scars

### Albums live
- 2000 : Unplugged At The Lowlands Festival '97
- 2003 : River Runs Again (album + DVD live)
- 2010 : 20 Years Strong - River Runs Red: Live In Brussels (album + DVD live)

### Compilation
- 1999 : 1989-1999

### EP
- 1997 : Desire